# Hope Never Dies
"Hope Never Dies" é uma canção dos cantores checos Marta Jandová & Václav Noid Bárta. Esta canção irá representar a República Checa em Viena, Áustria no Festival Eurovisão da Canção 2015, na 2ª semifinal, no dia 21 de Maio de 2015.